# Condensador de niobio

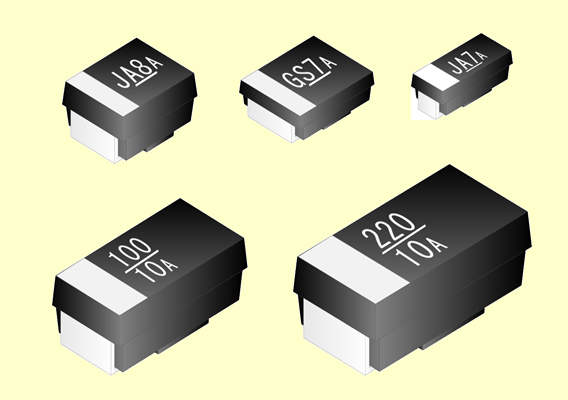
Condensadores electrolíticos de niobio SMD tipo chip

Un condensador electrolítico de niobio (históricamente también condensador de columbio) es un condensador electrolítico cuyo ánodo (+) está formado por niobio metálico pasivado o monóxido de niobio, sobre el que actúa como dieléctrico una capa aislante de pentóxido de niobio. Un electrolito sólido en la superficie de la capa de óxido sirve de cátodo (-) del condensador.
Los condensadores de niobio están disponibles en formato SMD y compiten con los condensadores de chip de tantalio en determinados valores de tensión y capacidad. Están disponibles con un electrolito sólido de dióxido de manganeso.
Como la mayoría de los condensadores electrolíticos, los condensadores de niobio son componentes polarizados. Las tensiones inversas o las corrientes de ondulación superiores a las tolerancias especificadas pueden destruir el dieléctrico y, por tanto, el condensador; el cortocircuito resultante puede provocar un incendio o una explosión en las unidades más grandes.
Los condensadores de niobio se desarrollaron en Estados Unidos y la Unión Soviética en la década de 1960. Desde 2002 se comercializan en Occidente, aprovechando el menor coste y la mayor disponibilidad del niobio en comparación con el tantalio. 

## Información básica
El niobio es un metal hermano del tantalio. El niobio tiene un punto de fusión (2744 °C) similar al del tantalio y presenta propiedades químicas parecidas. Los materiales y procesos utilizados para producir condensadores dieléctricos de niobio son esencialmente los mismos que para los actuales condensadores dieléctricos de tantalio. Sin embargo, el niobio como materia prima es mucho más abundante en la naturaleza que el tantalio y es menos costoso. Las características de los condensadores electrolíticos de niobio y de los condensadores electrolíticos de tantalio son prácticamente comparables.
Los condensadores electrolíticos de niobio pueden fabricarse con niobio de gran pureza como ánodo, pero la difusión de oxígeno desde el dieléctrico (Nb2O5) al metal del ánodo de niobio es muy alta, lo que provoca inestabilidad de la corriente de fuga o incluso fallos del condensador. Hay dos formas posibles de reducir la difusión de oxígeno y mejorar la estabilidad de la corriente de fuga: dopando los polvos metálicos de niobio con nitruro para obtener nitruro de niobio pasivado o utilizando óxido de niobio (NbO) como material del ánodo. El óxido de niobio es un material cerámico duro caracterizado por una elevada conductividad metálica. El polvo de óxido de niobio puede prepararse con una estructura similar a la del polvo de tantalio y puede procesarse de forma similar para producir condensadores. También puede oxidarse mediante oxidación anódica (anodizado, conformado) para generar la capa dieléctrica aislante. Así, se comercializan dos tipos de condensadores electrolíticos de niobio, los que utilizan un ánodo de niobio pasivado y los que utilizan un ánodo de óxido de niobio. Ambos tipos utilizan pentóxido de niobio (Nb2O5) como capa dieléctrica. 

## Oxidación anódica

Diagrama que ilustra la oxidación anódica, en la que un ánodo metálico en un electrolito forma una capa de óxido en respuesta a la aplicación de tensión.

El niobio, al igual que el tantalio y el aluminio, es un metal de válvula. Al poner este metal en contacto con un baño electrolítico y aplicarle una tensión positiva, se forma una capa de óxido eléctricamente aislante cuyo espesor corresponde a la tensión aplicada. Esta capa de óxido actúa como dieléctrico en un condensador electrolítico.
Esta propiedad del niobio se conocía desde principios del siglo XX. Aunque el niobio es más abundante en la naturaleza y menos caro que el tantalio, su elevado punto de fusión de 2744 °C obstaculizó el desarrollo de los condensadores electrolíticos de niobio.
En los años 60, la mayor disponibilidad de mineral de niobio en comparación con el de tantalio impulsó la investigación de condensadores electrolíticos de niobio en la Unión Soviética, donde servían para lo mismo que los condensadores de tantalio en Occidente. Con la caída del Telón de Acero, la tecnología se hizo más conocida en Occidente y los grandes fabricantes de condensadores se interesaron por ella a finales de los años noventa. Los materiales y procesos utilizados para fabricar condensadores de niobio son básicamente los mismos que para los de tantalio. El aumento de los precios del tantalio en 2000 y 2001 fomentó el desarrollo de condensadores electrolíticos de niobio con dióxido de manganeso y electrolitos poliméricos, disponibles desde 2002.

Se coloca un material dieléctrico entre dos placas conductoras (electrodos), cada una de área A y con una separación d.

Todo condensador electrolítico puede considerarse como un "condensador de placa" cuya capacitancia aumenta con el área del electrodo (A) y la permitividad dieléctrica (ε), y disminuye con el espesor dieléctrico (d).
{\displaystyle C=\varepsilon \cdot {\frac {A}{d}}}
El espesor dieléctrico de los condensadores electrolíticos de niobio es muy fino, del orden de nanómetros por voltio. Esta capa dieléctrica tan fina, combinada con una rigidez dieléctrica suficientemente alta, permite a los condensadores electrolíticos de niobio alcanzar una alta capacitancia volumétrica comparable a la de los condensadores de tantalio.
El material del ánodo de niobio se fabrica a partir de un polvo sinterizado en un gránulo con una estructura superficial rugosa destinada a aumentar la superficie A del electrodo en comparación con una superficie lisa con la misma huella. Este aumento de la superficie puede multiplicar la capacitancia por un factor de hasta 200 en los condensadores electrolíticos sólidos de niobio, en función de la tensión nominal.
Las propiedades de la capa dieléctrica de pentóxido de niobio, en comparación con una capa de pentóxido de tantalio, se indican en la siguiente tabla:
| Material del ánodo       | Dieléctrico                 | Permisividad relativa | Estructura del óxido | Tensión de ruptura (V/μm) | Espesor de la capa dieléctrica (nm/V) |
| ------------------------ | --------------------------- | --------------------- | -------------------- | ------------------------- | ------------------------------------- |
| tantalio                 | Pentóxido de tantalio Ta2O5 | 27                    | amorfo               | 625                       | 1.6                                   |
| Niobio u óxido de niobio | Pentóxido de niobio Nb2O5   | 41                    | amorfo               | 400                       | 2.5                                   |

La mayor permitividad y la menor tensión de ruptura del pentóxido de niobio en relación con el pentóxido de tantalio hacen que los condensadores de niobio y los de tantalio tengan tamaños similares para una capacidad dada.

### Construcción básica de condensadores electrolíticos de niobio sólido

Construcción de un condensador de chip de niobio sólido
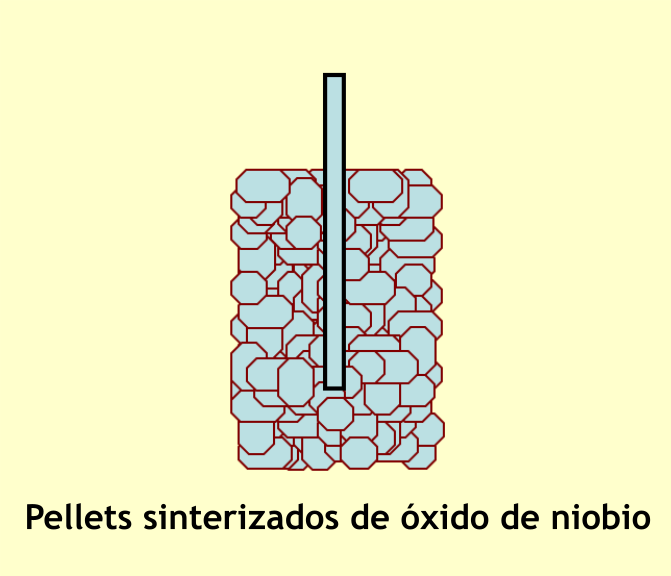
La célula condensadora de un condensador electrolítico de niobio está formada por niobio sinterizado o polvo de monóxido de niobio.
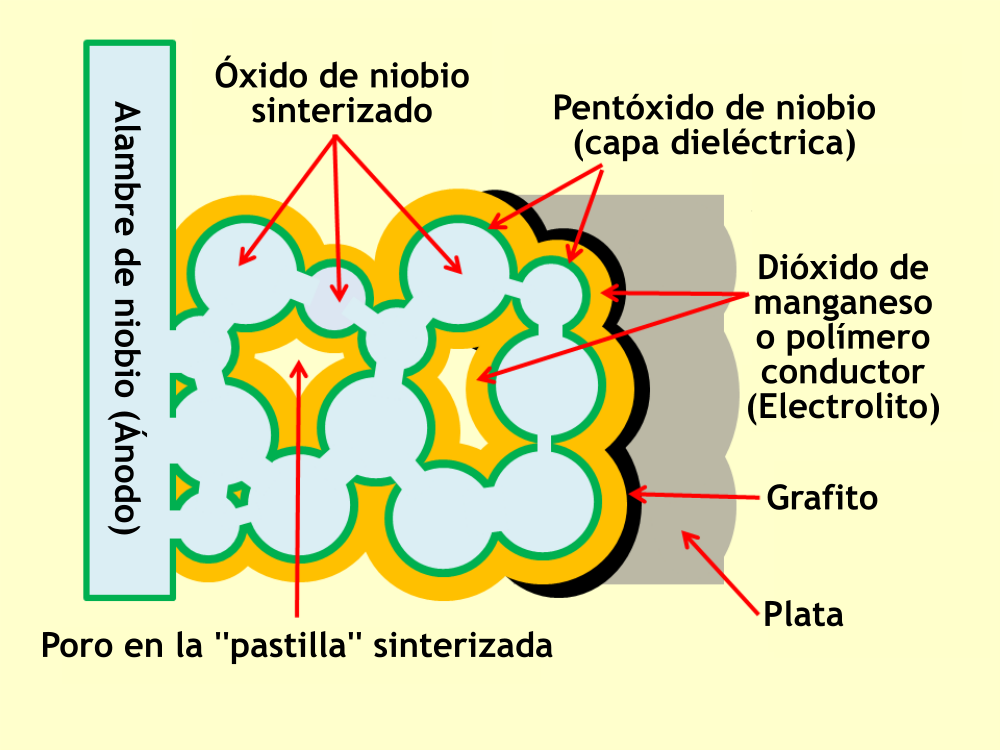
Representación esquemática de la estructura de un condensador electrolítico de niobio sinterizado con electrolito sólido y las capas de contacto del cátodo.
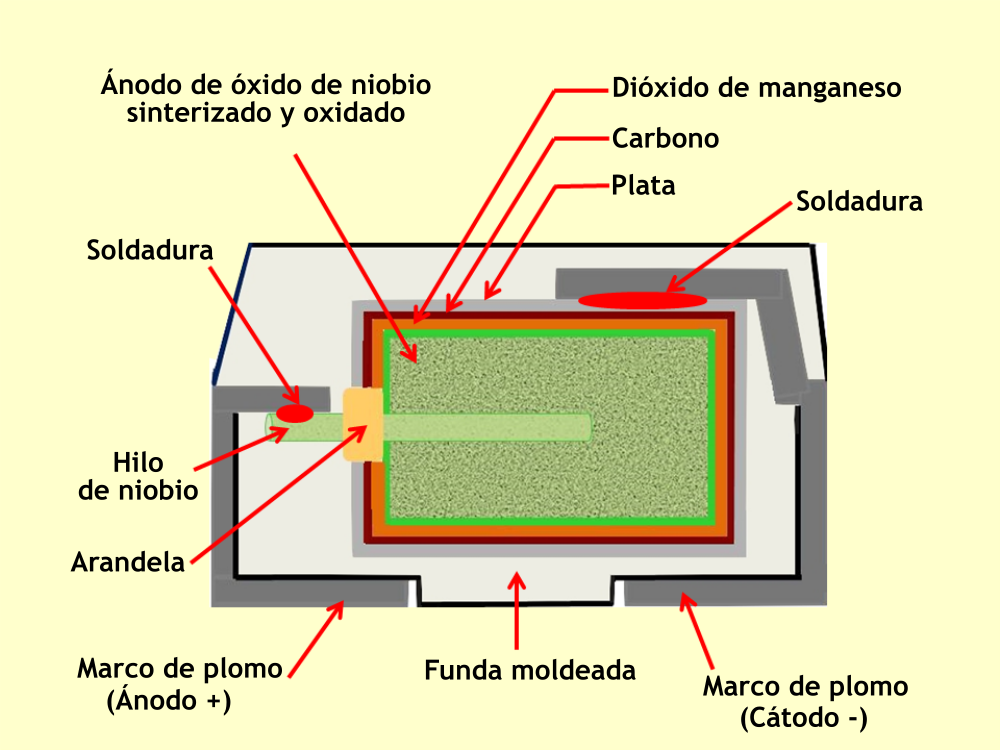
Construcción de un condensador electrolítico de niobio SMD típico con electrolito sólido

Un condensador de niobio típico es un condensador de chip y consiste en polvo de niobio u óxido de niobio prensado y sinterizado en un pellet como ánodo del condensador, con la capa de óxido de pentóxido de niobio como dieléctrico, y un electrolito sólido de dióxido de manganeso como cátodo.

### Comparación de los tipos de condensadores electrolíticos de niobio y tantalio
La combinación de materiales de ánodo para los condensadores electrolíticos de niobio y tantalio y los electrolitos utilizados ha dado lugar a una amplia variedad de tipos de condensadores con diferentes propiedades. En la tabla siguiente se resumen las principales características de los distintos tipos.
| Familia de condensadores electrolíticos                         | Electrólito                  | Rango de capacitancia (μF) | Máx. tensión nominal (V) | Máx. temperatura (°C) |
| --------------------------------------------------------------- | ---------------------------- | -------------------------- | ------------------------ | --------------------- |
| Condensador electrolítico de tantalio, ánodo sinterizado        | Ácido sulfúrico no sólido    | 0.1...18,000               | 630                      | 125/200               |
| Condensador electrolítico de tantalio, ánodo sinterizado        | Sólido, dióxido de manganeso | 0.1...3,300                | 125                      | 125/150               |
| Condensador electrolítico de tantalio, ánodo sinterizado        | Sólido, polímero             | 10...1,500                 | 25                       | 105                   |
| Condensador electrolítico de óxido de niobio, ánodo sinterizado | Sólido, dióxido de manganeso | 1...1,500                  | 10                       | 105                   |
| Condensador electrolítico de óxido de niobio, ánodo sinterizado | Sólido, polímero             | 4.7...470                  | 16                       | 105                   |

Los condensadores electrolíticos de tantalio y niobio con electrolito sólido como condensadores de chip montables en superficie se utilizan principalmente en dispositivos electrónicos en los que se dispone de poco espacio o se requiere un perfil bajo. Funcionan de forma fiable en un amplio rango de temperaturas sin grandes desviaciones de los parámetros.

### Comparación de los parámetros eléctricos de los tipos de condensadores de niobio y tantalio
Para comparar las diferentes características de los distintos tipos de condensadores electrolíticos de chip, en la siguiente tabla se comparan especímenes con las mismas dimensiones y de capacitancia y tensión comparables. En dicha comparación, los valores de ESR y carga de corriente de rizado son los parámetros más importantes para el uso de condensadores electrolíticos en equipos electrónicos modernos. Cuanto menor sea la ESR, mayor será la corriente de rizado por volumen y, por tanto, mejor será la funcionalidad del condensador en el circuito. 
| Familia de condensadores electrolíticos                     | Tipo 1                  | Dimensión DxL, WxHxL (mm) | Max. ESR 100 kHz, 20 °C (mΩ) | Máx. Corriente de rizado 85/105 °C (mA) | Máx. Corriente de fuga después de 2 min. 2 (μA) |
| ----------------------------------------------------------- | ----------------------- | ------------------------- | ---------------------------- | --------------------------------------- | ----------------------------------------------- |
| Condensadores de tantalio, electrolito de MnO2.             | Kemet T494 330/10       | 7.3x4.3x4.0               | 100                          | 1285                                    | 10 (0.01CV)                                     |
| Condensadores de tantalio, multiánodo, electrolito de MnO2. | Kemet T510 330/10       | 7.3x4.3x4.0               | 35                           | 2500                                    | 10 (0.01CV)                                     |
| Condensadores de tantalio, Electrolito de polímero          | Kemet T543 330/10       | 7.3x4.3x4.0               | 10                           | 4900                                    | 100 (0.1CV)                                     |
| Condensadores de tantalio, multimodo, polímero              | Kemet T530 150/10       | 7.3x4.3x4.0               | 5                            | 4970                                    | 100 (0.1CV)                                     |
|                                                             |                         |                           |                              |                                         |                                                 |
| Condensadores de niobio, electrolito de MnO2.               | AVX,NOS 220/6,3         | 7.3x4.3x4.1               | 80                           | 1461                                    | 20 (0.02CV)                                     |
| Condensadores de niobio, multiánodo, electrolito de MnO2.   | AVX,NBM 220/6.3         | 7.3x4.3x4.1               | 40                           | 2561                                    | 20 (0.02CV)                                     |
| Cápsulas de niobio Electrolito polimérico                   | NEC, NMC 100/10         | 7.3x4.3x2.8               | -                            | -                                       | 20 (0.02CV)                                     |
|                                                             |                         |                           |                              |                                         |                                                 |
| Condensadores de aluminio, Electrolito de polímero          | Panasonic SP-UE 180/6.3 | 7.3x4.3x4.2               | 7                            | 3700                                    | 100 (0.1CV)                                     |
| Condensadores de aluminio, Electrolito de polímero          | Kemet A700 100/10       | 7.3x4.3x4.0               | 10                           | 4700                                    | 40 (0.04CV)                                     |

(1) 100 μF/10 V, a menos que se especifique lo contrario,
(2) calculado para un condensador 100 μF/10 V,

## Historia
El fenómeno que puede formar electroquímicamente una capa de óxido sobre el aluminio y metales como el tantalio o el niobio, bloqueando una corriente eléctrica en una dirección pero permitiéndola fluir en la otra, fue descubierto en 1875 por el investigador francés Eugène Ducretet. Ducretet acuñó el término "metal válvula" para referirse a estos metales. Charles Pollak (nacido Karol Pollak) utilizó este fenómeno para una idea de "condensador eléctrico líquido polarizado con electrodos de aluminio". En 1896, Pollak obtuvo la patente del primer condensador electrolítico. Los primeros condensadores electrolíticos de tantalio con láminas de tantalio enrolladas y electrolito no sólido fueron desarrollados en 1930 por Tansitor Electronics Inc. (EE. UU.) y se utilizaron con fines militares.
El desarrollo de condensadores de tantalio de electrolito sólido comenzó a principios de los años 50 como un condensador de soporte de bajo voltaje miniaturizado y más fiable para complementar el recién inventado transistor. La solución encontrada por R. L. Taylor y H. E. Haring, de los Laboratorios Bell, se basaba en la experiencia con la cerámica. Molieron el tantalio hasta convertirlo en polvo, lo prensaron en forma cilíndrica y, a continuación, sinterizaron las partículas de polvo en un gránulo ("slug") a altas temperaturas, entre 1500 y 2000 °C, en condiciones de vacío. Estos primeros condensadores de tantalio sinterizado utilizaban un electrolito no sólido que no se ajustaba al concepto de electrónica de estado sólido. En 1952, D. A. McLean y F. S. Power buscaron un electrolito sólido en los laboratorios Bell y descubrieron el dióxido de manganeso como electrolito sólido para un condensador de tantalio sinterizado.

## Características eléctricas

### Circuito equivalente en serie

Modelo de circuito equivalente en serie de un condensador de tantalio

Los condensadores electrolíticos de niobio como componentes discretos no son condensadores ideales, tienen pérdidas y partes inductivas parásitas. Todas sus propiedades pueden definirse y especificarse mediante un circuito equivalente en serie compuesto por una capacitancia idealizada y componentes eléctricos adicionales que modelan todas las pérdidas y parámetros inductivos de un condensador. En este circuito equivalente en serie, las características eléctricas se definen por:
- C, la capacidad del condensador
- Rleak, la resistencia que representa la corriente de fuga del condensador
- RESR, la resistencia serie equivalente que resume todas las pérdidas óhmicas del condensador, normalmente abreviada como "ESR"
- LESL, la inductancia serie equivalente que es la autoinductancia efectiva del condensador, normalmente abreviada como "ESL".

El uso de un circuito equivalente en serie en lugar de un circuito equivalente en paralelo se especifica en la norma IEC/EN 60384-1. 

### Valores estándar y tolerancias de capacitancia
Las características eléctricas de los condensadores electrolíticos de niobio dependen de la estructura del ánodo y del tipo de electrolito. El valor de la capacidad del condensador depende de la frecuencia de medición y de la temperatura. El valor de capacidad nominal se especifica en las hojas de datos de los fabricantes y se simboliza CR CN. La condición de medición normalizada para los condensadores electrolíticos es un método de medición de CA con una frecuencia de 100/120 Hz. La tensión de medición en corriente alterna no debe superar los 0,5 V AC-RMS.
El porcentaje de desviación permitido de la capacitancia medida con respecto al valor nominal se denomina tolerancia de capacitancia. Los condensadores electrolíticos están disponibles en diferentes series de tolerancia, cuyos valores se especifican en la serie E especificada en la norma IEC 60063. Para el marcado abreviado en espacios reducidos, se especifica un código de letras para cada tolerancia en IEC 60062.
- Capacidad nominal, serie E3, tolerancia ±20%, código de letras "M".
- Capacidad nominal, serie E6, tolerancia ±20%, código de letras "M".
- Capacidad nominal, serie E12, tolerancia ±10%, código de letras "K".

## Tensión nominal y de categoría

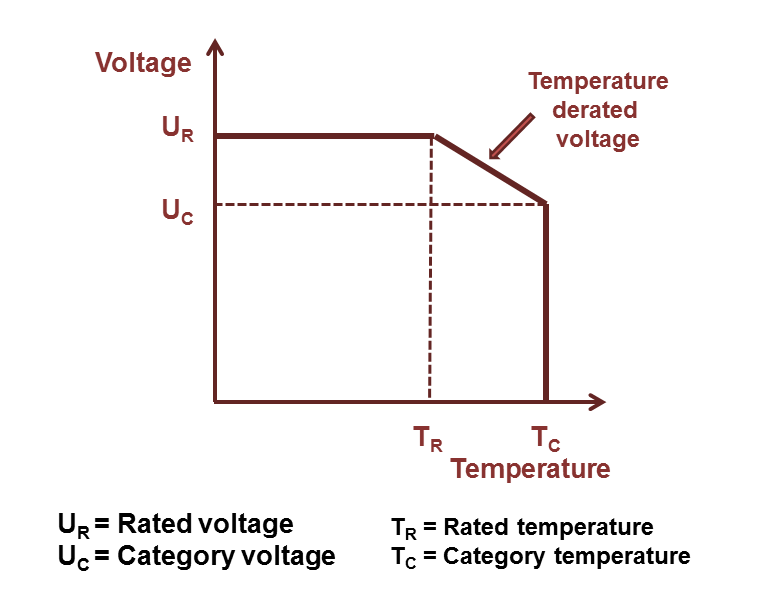
Relación entre la tensión nominal y de categoría y la temperatura nominal y de categoría

De acuerdo con la norma IEC/EN 60384-1, la tensión de funcionamiento permitida para los condensadores de niobio se denomina "tensión nominal UR" o "tensión nominal UN". La tensión nominal UR es la tensión continua máxima o la tensión de impulso máxima que puede aplicarse de forma continua a cualquier temperatura dentro del intervalo de temperatura nominal TR (IEC/EN 60384-1).
La resistencia a la tensión de los condensadores electrolíticos disminuye al aumentar la temperatura. Para algunas aplicaciones es importante utilizar un rango de temperatura superior. La disminución de la tensión aplicada a una temperatura más elevada mantiene los márgenes de seguridad. Por ello, para algunos tipos de condensadores, la norma IEC especifica una "tensión de temperatura reducida" para una temperatura más elevada, la "tensión de categoría UC". La tensión de categoría es la tensión continua máxima o la tensión de impulso máxima que puede aplicarse de forma continua a un condensador a cualquier temperatura dentro del intervalo de temperatura de categoría TC. La relación entre ambas tensiones y temperaturas se muestra en la imagen de la derecha.
Una menor tensión aplicada puede tener influencias positivas para los condensadores electrolíticos de tantalio. La reducción de la tensión aplicada aumenta la fiabilidad y reduce la tasa de fallos esperada.
Aplicar una tensión superior a la especificada puede destruir los condensadores electrolíticos. 

### Sobretensión
La sobretensión indica el valor máximo de tensión de pico que puede aplicarse a los condensadores electrolíticos durante su utilización para un número limitado de ciclos. La tensión de choque está normalizada en la norma IEC/EN 60384-1. Para los condensadores electrolíticos de niobio, la sobretensión no debe ser superior a 1,3 veces la tensión nominal, redondeada al voltio más próximo. La sobretensión aplicada a los condensadores de niobio puede influir en la tasa de fallo de los condensadores.

### Tensión inversa
Al igual que otros condensadores electrolíticos, los condensadores electrolíticos de niobio están polarizados y requieren que la tensión del electrodo del ánodo sea positiva en relación con la tensión del cátodo.

### Impedancia, ESR y factor de disipación, corriente de rizado, corriente de fuga
Información general sobre impedancia, ESR, factor de disipación tan δ, corriente de rizado y corriente de fuga véase condensador electrolítico. 

## Fiabilidad y vida útil
El tiempo de vida, vida útil, o vida de carga  de los condensadores electrolíticos es una característica especial de los condensadores electrolíticos no sólidos, especialmente de los condensadores electrolíticos de aluminio no sólidos. Su electrolito líquido puede evaporarse con el tiempo, provocando fallos por desgaste. Los condensadores sólidos de niobio con electrolito de dióxido de manganeso no tienen mecanismo de desgaste, por lo que la tasa de fallo constante dura hasta el momento en que todos los condensadores han fallado. No tienen una especificación de vida útil como los condensadores electrolíticos de aluminio no sólidos.
Sin embargo, los condensadores electrolíticos de polímero sólido de niobio sí tienen una especificación de vida útil. El electrolito se deteriora por un mecanismo de degradación térmica del polímero conductor. La conductividad eléctrica disminuye, en función del tiempo, de acuerdo con una estructura granular, en la que el envejecimiento se debe a la contracción de los granos de polímero conductor. El tiempo de vida de los condensadores electrolíticos de polímero se especifica en términos similares a los de los e-caps no sólidos, pero su cálculo del tiempo de vida sigue otras reglas que conducen a tiempos de vida operativa mucho más largos.

## Modos de fallo, mecanismo de autorreparación y normas de aplicación
Los distintos tipos de condensadores electrolíticos muestran comportamientos diferentes en cuanto a estabilidad a largo plazo, modos de fallo inherentes y sus mecanismos de autorreparación. Las normas de aplicación para los tipos con un modo de fallo inherente se especifican para garantizar la alta fiabilidad y larga vida útil de los condensadores. 
| Tipo de condensadores electrolíticos                                  | Comportamiento eléctrico a largo plazo        | Modos de fallo               | Mecanismo de autorreparación | Reglas de aplicación                                                                                  |
| --------------------------------------------------------------------- | --------------------------------------------- | ---------------------------- | --- | --- |
| Condensador electrolítico de tantalio, electrolito sólido de MnO2     | Estable                                       | Cristalización del campo     | Aislamiento inducido térmicamente de fallos en el dieléctrico por descomposición del electrolito MnO2 en Mn2O3 aislante si la disponibilidad de corriente es limitada. | Reducción de tensión 50%. Resistencia serie 3 Ω/V                                                     |
| Condensador electrolítico de tantalio, electrolito de polímero sólido | Deterioro de la conductividad, aumenta la ESR | Cristalización del campo     | Aislamiento de fallos en el dieléctrico por oxidación o evaporación del electrolito polimérico.                                                                        | Reducción de tensión 20 %                                                                             |
| Condensador electrolítico de niobio, electrolito sólido de MnO2       | Estable                                       | No hay un único determinable | Aislamiento térmicamente inducido de fallos en el dieléctrico por reducción de Nb2O5 en NbO2 aislante                                                                  | Ánodo de niobio: reducción de tensión del 50%. Ánodo de óxido de niobio: reducción de tensión del 20% |

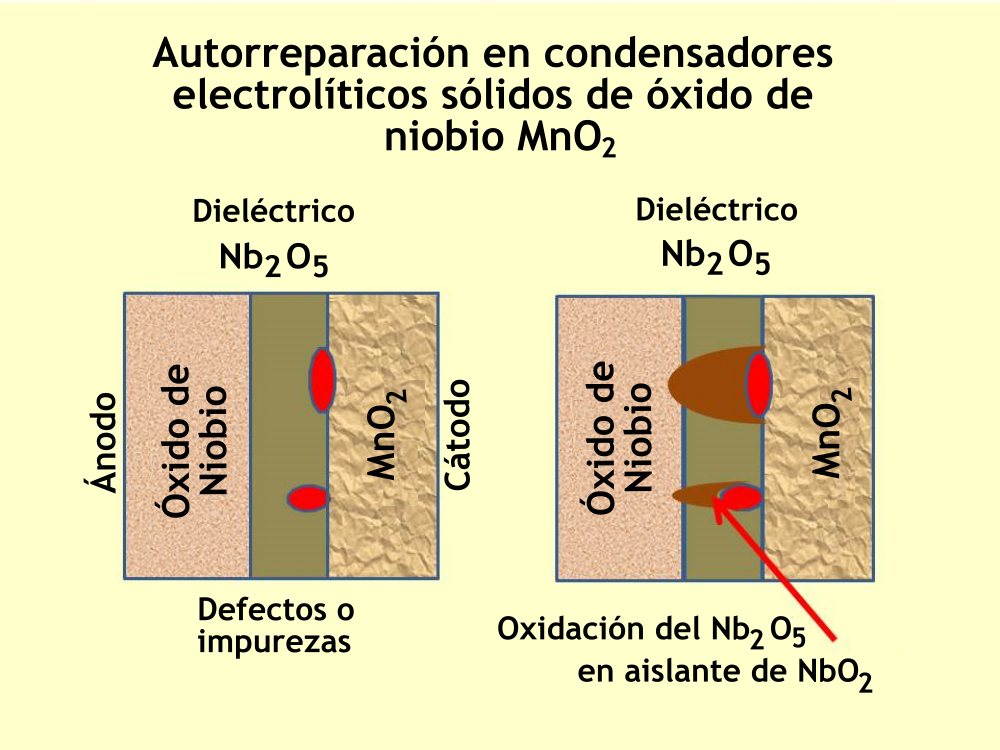
Autorreparación en condensadores sólidos de niobio con electrolito de dióxido de manganeso

Un fallo poco frecuente en los condensadores electrolíticos sólidos es la rotura del dieléctrico causada por defectos o impurezas. En los condensadores electrolíticos de niobio, el dieléctrico es pentóxido de niobio (Nb2O5). Además de este pentóxido existe un subóxido de niobio adicional, el dióxido de niobio (NbO2). El NbO2 es un material semiconductor con una conductividad mayor que el Nb2O5 pero mucho menor que un cortocircuito. En caso de fallos o impurezas en el dieléctrico que evocan una ruptura dieléctrica parcial, el canal conductor se aislaría eficazmente mediante la reducción del Nb2O5 en NbO2 de alto ohmiaje si la energía es limitada.
A medida que se aplica más energía a un niobio sólido defectuoso, el canal de NbO2 de alto valor óhmico o el dieléctrico de Nb2O5 acaban rompiéndose y el condensador presenta un fallo térmico incontrolado. En comparación con los condensadores sólidos de tantalio, el fallo térmico de los ánodos de niobio se produce a una potencia tres veces superior a la de los ánodos de tantalio. Esto supone una reducción significativa (95%) del modo de fallo por ignición en comparación con los condensadores de tantalio sólido.
La capa dieléctrica Nb2O5 de los condensadores electrolíticos sólidos de niobio tiene una prueba de tensión de ruptura inferior a la Ta2O5 de los condensadores de tantalio y, por lo tanto, aumenta de grosor por voltio aplicado, por lo que funciona a una intensidad de campo inferior para una tensión nominal dada con la menor tensión eléctrica del dieléctrico. En combinación con los ánodos de óxido de niobio, que son más estables frente a la difusión de oxígeno que da lugar a menores normas de reducción de tensión en comparación con niobio pasivado o ánodos de tantalio.

## Información adicional

### Símbolos de condensadores

#### Símbolos de condensadores electrolíticos
|                           |                           |                           |
| Condensador electrolítico | Condensador electrolítico | Condensador electrolítico |

### Marcado de polaridad
Los condensadores electrolíticos de chip de niobio están marcados con una barra en el lado positivo del componente
En general, los condensadores de niobio son componentes polarizados, con terminales positivos claramente marcados. Si se invierte la polaridad (aunque sea brevemente), el condensador se despolariza y la capa de óxido dieléctrico se rompe, lo que puede provocar un fallo incluso si se utiliza posteriormente con la polaridad correcta. Si el fallo es un cortocircuito (lo más habitual) y la corriente no se limita a un valor seguro, puede producirse un desbocamiento térmico catastrófico. 

### Normalización

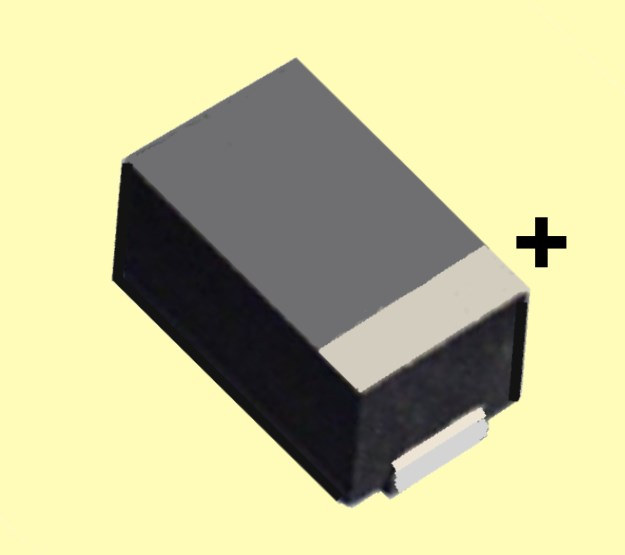
Los condensadores electrolíticos de niobio están marcados con una barra en el lado positivo del componente.

La normalización para todos los componentes eléctricos, electrónicos y tecnologías relacionadas sigue las reglas dadas por la Comisión Electrotécnica Internacional (CEI), una organización internacional de normalización no gubernamental y sin ánimo de lucro. La definición de las características y el procedimiento de los métodos de prueba para los condensadores para uso en equipos electrónicos se establecen en la especificación genérica:
- CEI 60384-1, Condensadores fijos para uso en equipos electrónicos: Especificación genérica

Hasta 2014 no existía ninguna especificación detallada CEIpara condensadores electrolíticos de niobio.
Para los fabricantes de electrónica de Estados Unidos, la EIA publica una norma para condensadores de chip de niobio y tántalo:
- EIA-717-A Surface Mount Niobium and Tantalum Capacitor Qualification Specification.

### Características
- Los condensadores de niobio sustituyen a los condensadores de tantalio.
- Los condensadores de niobio están disponibles en formato SMD, lo que los hace adecuados para todos los sistemas electrónicos portátiles con diseño plano.
- Los condensadores de niobio no tienen limitación de corriente de irrupción.
- Los condensadores de niobio están disponibles con electrolito sólido para aplicaciones de baja ESR y parámetros eléctricos estables.
- Los condensadores de niobio tienen un número limitado de fabricantes (AVX y Vishay).[28]

## Otras lecturas
- R. P. Deshpande, Capacitors: Technology and Trends, ISBN 1-25900731-6
- D. Bach, Dissertation, 2009-06-05, Universität Karlsruhe (TH), EELS investigations of stoichiometric niobium oxides and niobium-based capacitors
- Ch. Schnitter: The taming of niobium. In: Bayer research, Bayer AG, 2004 (2007-02-11),
- Niobium Powder for Electrolytic Capacitor, JFE Technical Report No. 6 (October 2005) PDF
- Introduction to capacitors